# Nikon D5300
Nikon D5300 — цифрова однооб'єктивна дзеркальна фотокамера початкового рівня компанії Nikon, представлена 17 жовтня 2013 року. Являє собою розвиток моделі Nikon D5200.К
Камера є першою дзеркальною фотокамерою Nikon формату DX із вбудованими модулями Wi-Fi і GPS. Камера оснащена 24-мегапіксельною матрицею APC-S (23,5 x 15,6 мм) і 3,2" поворотним дисплеєм з роздільною здатністю 1037000 пікселів. Швидкість серійної зйомки 5 кадрів/сек.
Автофокусування виконується за 39-точковою системою (така ж використовується в Nikon D7100) та процесором EXPEED 4. Відсутність низькочастотного фільтра на сенсорі зображення гарантує більш різкі фотографії.